# 牧亭集馬
牧亭 集馬（ぼくてい しゅうば、生没年不詳）とは、江戸時代の浮世絵師。

## 来歴
師系・経歴不明。牧亭と号す。『諸家人名江戸方角分』によれば俗名は丹治、下谷上野町に住む。『浮世絵師便覧』は「北斎門人」とするが、『浮世絵師伝』には「北馬門人？」とあり作画期を文化から文政にかけてとしている。『原色浮世絵大百科事典』は北馬門人とする。作は草双紙の挿絵があるといわれるが、これも現在は明らかではない。